# Kiniatilla brevipalpis
Kiniatilla brevipalpis là một loài ruồi trong họ Tachinidae.